# Couloir de Gaube
Pour les articles homonymes, voir Gaube.

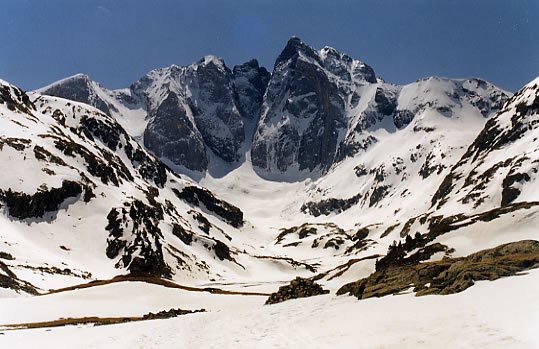
La face nord du Vignemale en hiver

Le couloir de Gaube est la faille profonde qui divise la face nord du massif du Vignemale, dans les Pyrénées.
« Le couloir de Gaube est une fascinante et provocante cheminée de neige et de glace, ouverte dans la paroi nord du Vignemale, vertigineuse et haute de 600 mètres », ainsi le définit Henri Brulle.

## Topographie
Le couloir de Gaube sépare la pique Longue (sommet principal du Vignemale) du piton Carré. Un couloir divergent s'en détache, formant la barre gauche d'un Y et appelé pour cela couloir du Y, entre le piton Carré et la pointe Chausenque.
Le couloir part du glacier des Oulettes de Gaube. Étant donné sa position en face nord et son encaissement, il est en permanence gelé, et sa pente, très forte, va en s'accentuant.

## Première ascension
En 1889, le pyrénéiste Henri Brulle, à la recherche de nouvelles ascensions dans les Pyrénées centrales, entreprend l'ascension du Vignemale par le couloir de Gaube : « J'estimai qu'il y avait là pour cette montagne banale une voie élégante ». Il entraîne dans son expédition ses amis Jean Bazillac et Roger de Monts, ainsi que Célestin Passet et François Bernat-Salles, deux hommes parmi les plus renommés des guides de Gavarnie. Partis de ce village le 6 août, les cinq hommes rejoignent le comte Henry Russell dans ses grottes de Bellevue pour y passer la nuit.
Le 7 août, au matin, ils prennent la direction de la hourquette d'Ossoue puis traversent le glacier d'Ossoue pour atteindre le pied du couloir. Sur une pente excessive et recouverte de glace, les cinq hommes progressent lentement, Célestin Passet taillant des marches régulières à l'aide de son piolet. Peu après midi, à l'approche du débouché du couloir, ils se heurtent à un obstacle redoutable : un bloc coincé, haut de 5 à 6 mètres et couvert de glace, leur oppose une muraille apparemment infranchissable. À deux reprises, Célestin Passet tente de le gravir sans pouvoir y creuser d'entailles. Il se déchausse alors pour essayer de contourner l'obstacle par la gauche, sans succès.
Après deux heures d'immobilisation, la situation des cinq hommes devient critique, car aucun retour n'est envisageable en raison de l'heure tardive et du caractère périlleux de la descente. Saisissant le piolet d'Henri Brulle, plus maniable et plus fin, Célestin Passet parvient à creuser quelques marches et se hisse sur la crête du mur. Il lance alors une corde pour permettre à chacun de le rejoindre, Roger de Monts manquant de chuter dans le vide à cet instant. Les cinq hommes poursuivent l'ascension sur une pente raide mais plus accessible, et finissent par entendre les voix des sentinelles envoyées par précaution au sommet par la voie traditionnelle. À l'aide d'une corde lancée par ces gardes, et au terme d'une ascension de près de sept heures, ils rejoignent enfin le sommet, puis redescendent aussitôt par la voie normale jusqu'aux grottes de Bellevue, où le comte les accueille avec un punch brûlant.
Le succès de l'ascension repose entièrement sur la persévérance de Célestin Passet qui aura creusé environ 1 300 marches au cours de l'expédition et jure à l'arrivée qu'il refuse à l'avenir de se lancer dans de telles expéditions.
Le comte apprécie modérément ces exploits d'acrobates : La prochaine fois, leur dit-il, il faudra le faire à reculons.

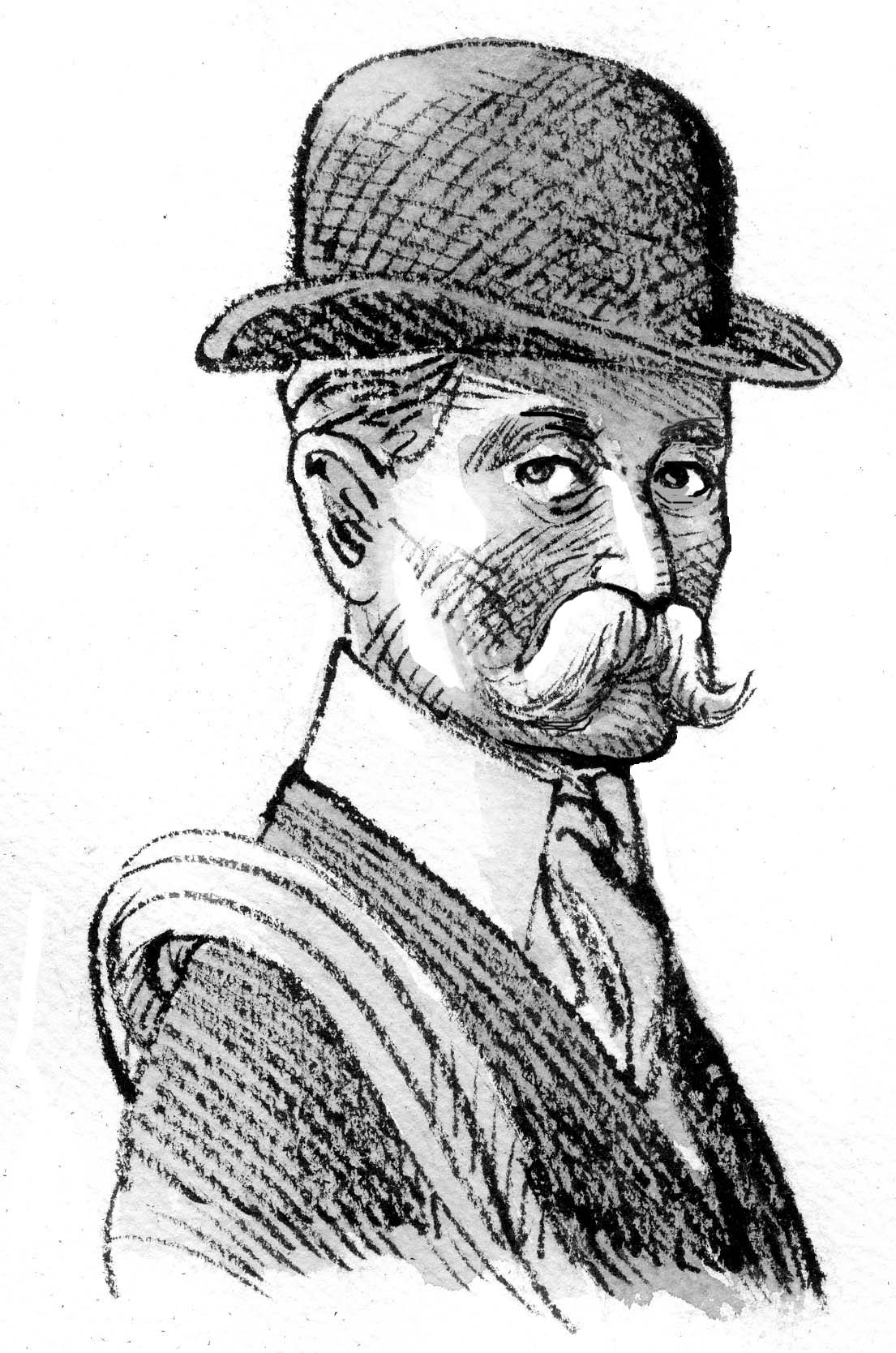
Henri Brulle.
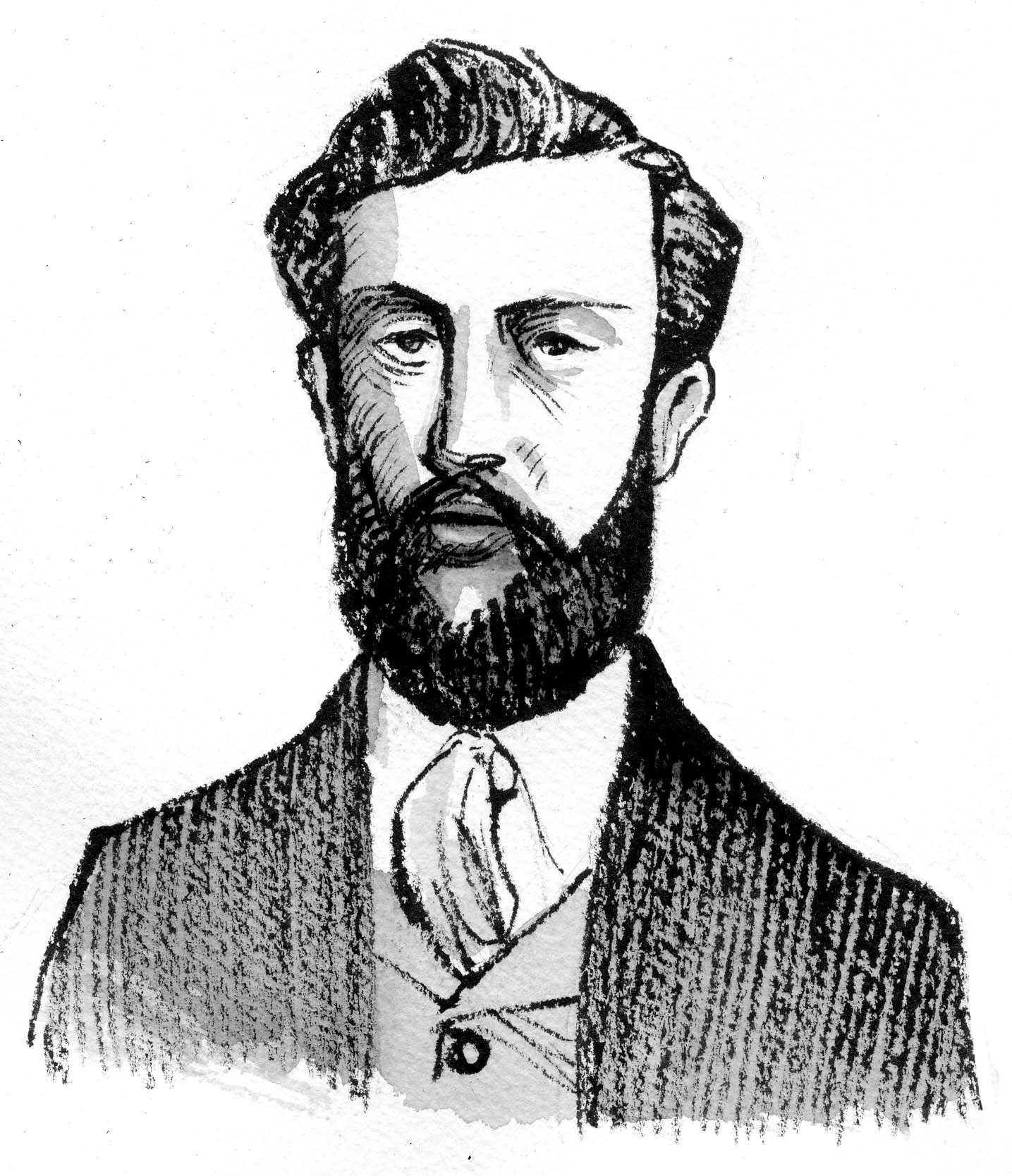
Jean Bazillac.
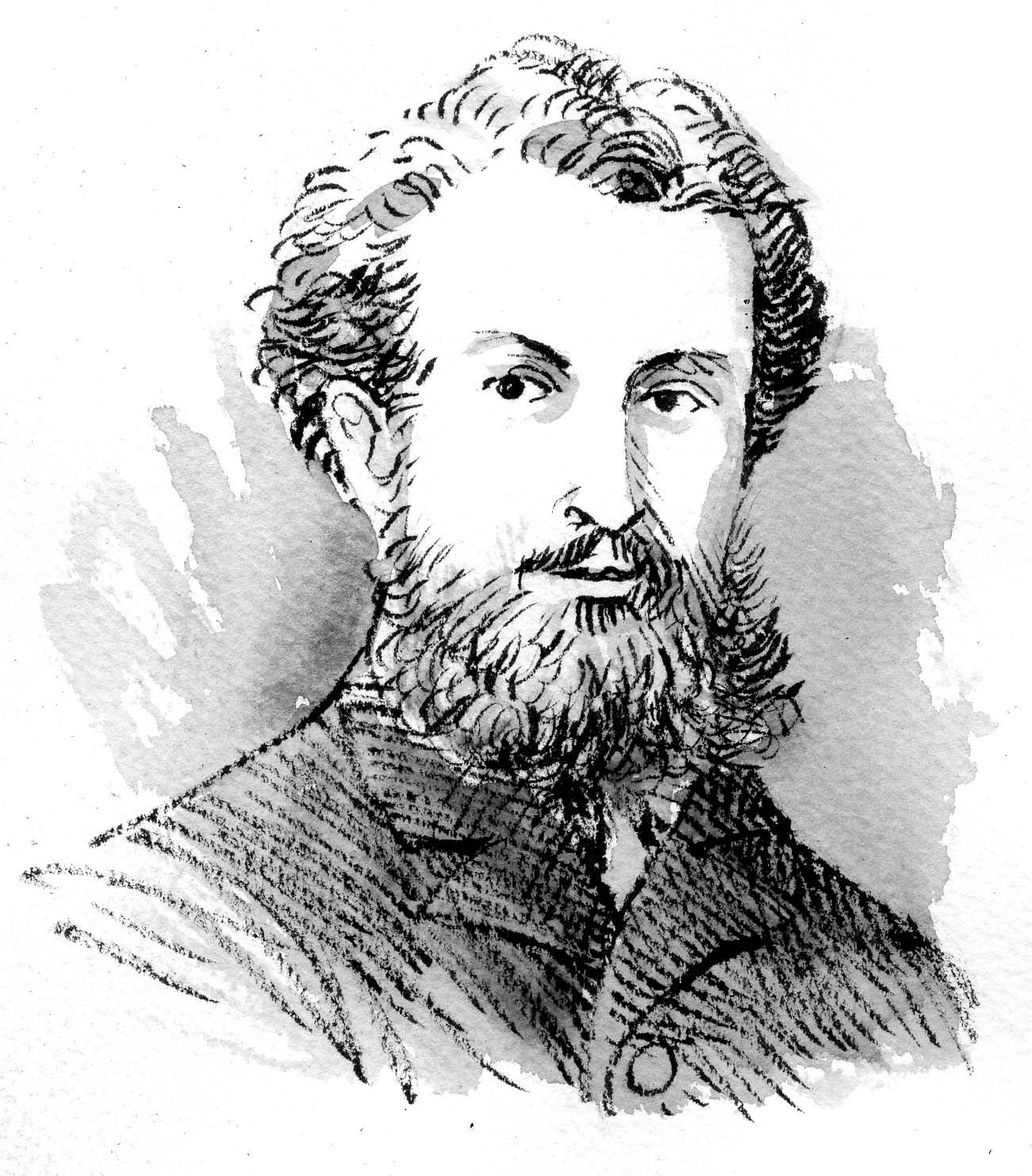
Roger de Monts.
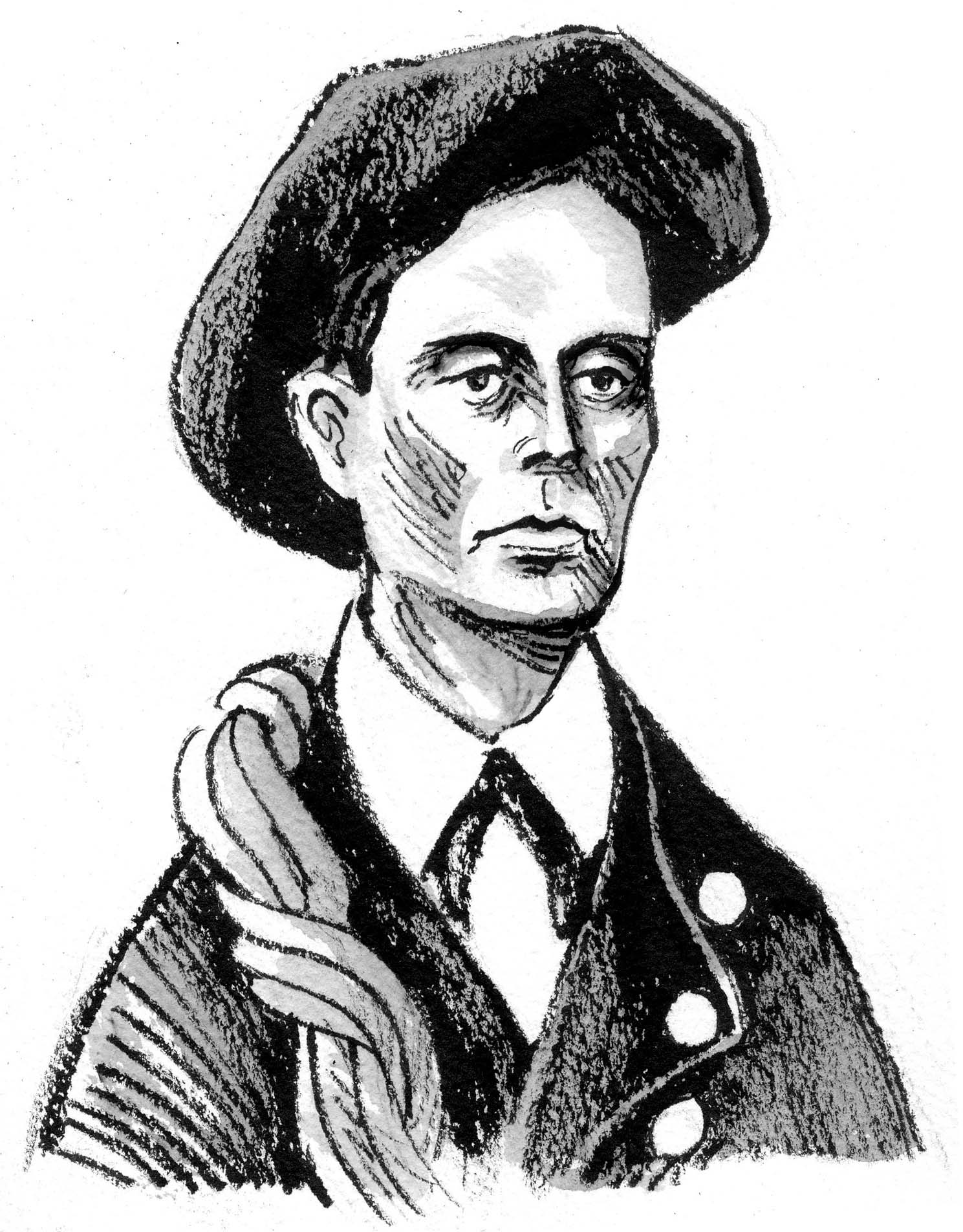
Célestin Passet.
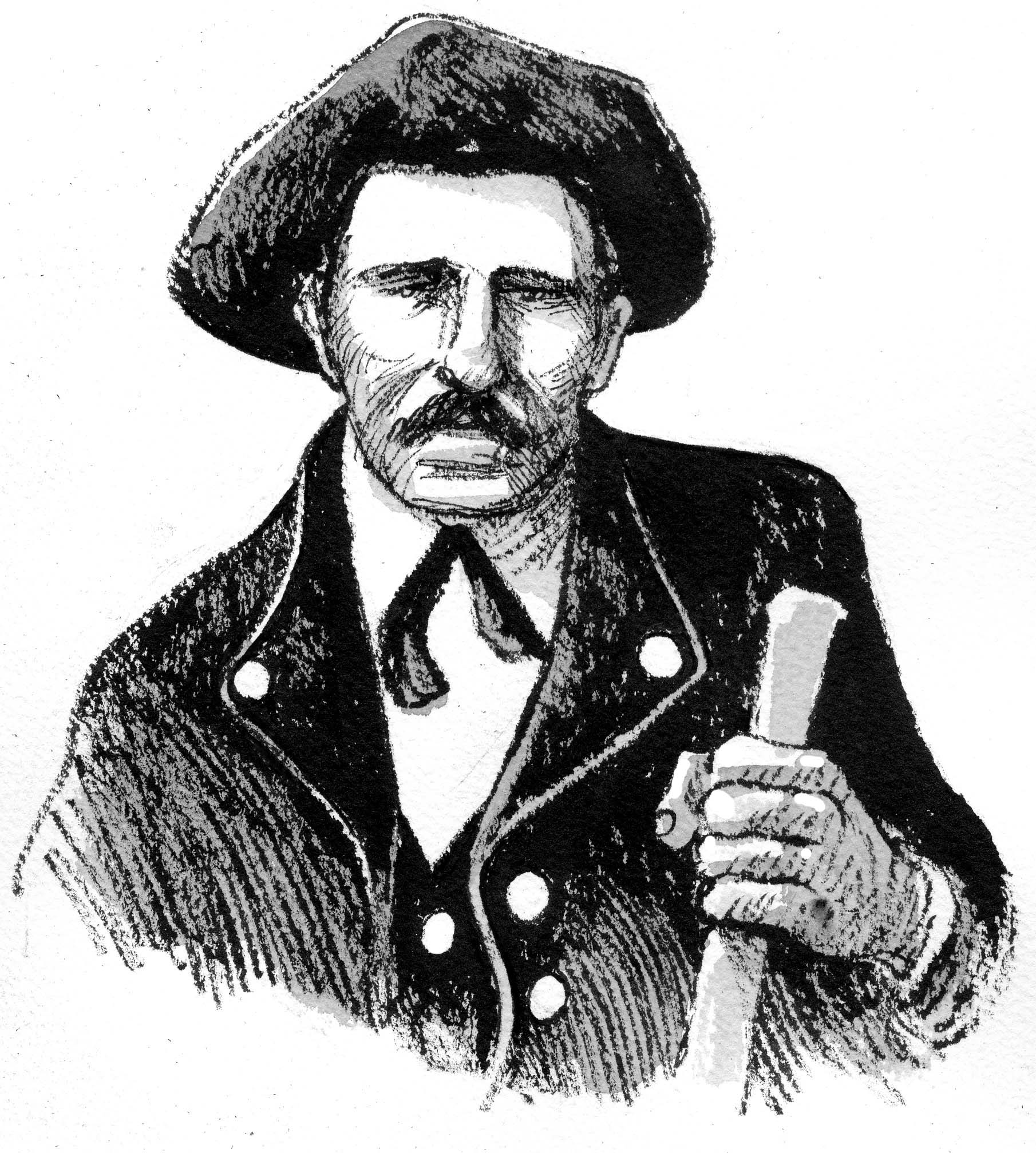
François Bernat-Salles (dessins par Jean-Claude Pertuzé).

C'est ce qui se passe la prochaine fois : le 6 juin 1927, Jean Arlaud et Charles Laffont avaient franchi aisément le bloc coincé, mais furent arrêtés par un mur de glace infranchissable et durent, sinon reculer, du moins redescendre. Quarante-quatre ans après la première, la seconde ascension réussie fut celle de Henri Barrio, Joseph Aussat et Joseph Loustaunau, le 13 juillet 1933, suivie le 15 par François Cazalet, H. Lamathe, Robert Ollivier et J. Senmartin. Les conditions de l'ascension dépendent donc étroitement de l'état de la glace dans la partie supérieure du couloir.